# Método de acceso
Los métodos de acceso son funciones que se encuentran en los “mainframes” que permiten el acceso a los datos en dispositivos externos. También pueden ser API (interfaces de programación de aplicaciones) que son comparables a los controladores de los sistemas operativos. Tienen sus propias estructuras de conjunto de datos para organizar datos; macros para definir y procesar conjuntos de datos; y programas de utilidad para procesar conjuntos de datos.
Al final, básicamente se definen cómo la técnica utilizada para almacenar y recuperar datos.

## Beneficios
Los métodos de acceso producen varios beneficios. Alguno de estos beneficios son que:
- Reducción de costos.
- La migración es mucho más fácil de sistemas viejos a más nuevos, siempre y cuando sea compatible con el método de acceso aplicado al sistema anterior.
- Debido a que los métodos de acceso son programas confiables del sistema, es más seguro la manipulación de datos, la integridad de datos y la seguridad del sistema está garantizada.

## Enlace de métodos
Hay varias maneras de que los archivos se pueden enlazar a un método de acceso seguro. 
- Una forma es cuando el sistema operativo está diseñado. El resultado es que todos los archivos utilizan el mismo método.
- Otra forma sería cuando se crea el archivo. Cuando se hace esto, cada vez que se abre, se utilizará el mismo método de acceso.
- Por último, el enlace puede resultar de abrir el archivo deseado, dando como resultado que varios procesos pueden tener el mismo archivo abierto y acceder a ella de manera diferente.

## Métodos de acceso de almacenamiento
Existen varios métodos de acceso de almacenamiento que pueden ser utilizados. Estos serían:
- BDAM - Método de Acceso Básico Directo
- BSAM - Método de Acceso Básico Secuencial
- QSAM - Método de Acceso En Cola Secuencial
- BPAM - Método de Acceso Básico Particiones
- Método de Acceso Indizado
- ISAM - Método de Acceso Secuencial Indizado
- VSAM - Método de Acceso Almacenamiento Virtual
- OAM - Método de Acceso con Objetos

Estos métodos de acceso se pueden clasificar como Acceso aleatorio o Acceso secuencial.

## Método de Acceso Básico Directo (BDAM)
Con la llegada de los dispositivos de acceso directo (como los discos magnéticos), surgió la forma de acceso directo, o aleatorio, a un archivo. El archivo se considera como un conjunto de registros, cada uno de los cuales puede ser un byte. Se puede acceder al mismo desordenadamente moviendo el apuntador de acceso al archivo a uno u otro registro. Esta forma de acceso se basa en un modelo de archivo almacenado en disco, ya que se asume que el dispositivo se puede mover de forma aleatoria entre los distintos bloques que componen el archivo.
Organiza registros en cualquier secuencia que indique su programa, y recupera registros por dirección relativa{\displaystyle {_{1}}}. Si no conoce la ubicación exacta de un registro, puede especificar un punto en el conjunto de datos donde comenzará la búsqueda del registro. Los conjuntos de datos organizados de esta manera se llaman conjuntos de datos directos.

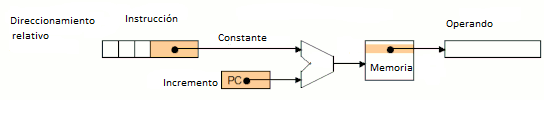
1.- Direccionamiento relativo al PC, donde se forma una dirección sumando una constante, que está en la instrucción, con el registro PC (Program Counter). El resultado de la suma corresponde a la dirección destino.

### Desventajas
- Los datos pueden ser borrados o sobrescritos accidentalmente al menos que se tomen precauciones especiales.
- Riesgo de pérdida de precisión y violación de seguridad.
- Uso menos eficiente de espacio de almacenamiento
- Actualizar el archivo es más difícil que en el método secuencial.

## Método de Acceso Básico Secuencial (BSAM)
Cuando se usa el método de acceso secuencial, lo único que se puede hacer es leer los bytes del archivo en orden, empezando por el principio. No puede saltar de una posición del archivo a otra o leerlo desordenado. Si se quiere volver atrás, hay que volver al principio y releer todo el archivo hasta el punto deseado. Las operaciones más comunes son lecturas y escrituras. Este método organiza los registros secuencialmente en el orden en que se ingresan. Un conjunto de datos que tiene esta organización es un conjunto de datos secuenciales. El usuario organiza registros con otros registros en bloques, cada registro debe examinarse hasta llegar al archivo deseado.

### Ventajas
- Sencillo de entender.
- Fácil de mantener y organizar.
- Cargando un registro requiere solamente la tecla de grabación.
- Fácil de reconstruir los archivos.
- La proporción de registros de archivos a procesar son altos.

### Desventajas
- Todo el archivo debe ser procesado, para obtener información específica.
- La redundancia de datos puede ser alta, los datos se pueden almacenar en diferentes lugares con diferentes llaves pero ser iguales.
- Imposible para manejar búsquedas.

## Método de Acceso En Cola Secuencial (QSAM)
QSAM organiza y secuencialmente almacena datos en registros, con campos de longitud fija. Es compatible con el bloqueo interno de los datos y de lectura anticipada. Finalmente, facilita un mejor rendimiento y permite manipulación de un bloque de datos a la vez. Organiza registros secuencialmente en el orden en que se ingresan para formar conjuntos de datos secuenciales, que son los mismos que los conjuntos de datos que crea el método de acceso básico secuencial (BSAM). El sistema organiza registros con otros registros y anticipa la necesidad de registros basados en su orden. Para mejorar el rendimiento, lee estos registros en el almacenamiento antes de solicitarlos.

## Método de Acceso Básico Particionado (BPAM)
BPAM manipula bloques de datos y produce una salida y entrada de datos. Construye y causa la escritura de entradas en el directorio como una salida de información mientras que la búsqueda y la lectura de las entradas del directorio como una entrada de información. Finalmente es más flexibilidad que algunos otros métodos de acceso. También organiza registros como miembros de un conjunto de datos particionados (PDS) o un conjunto de datos particionados extendido (PDSE). Este método se puede usar para ver un directorio de UNIX y sus archivos como si fuera un conjunto de datos particionados. Puede ver cada miembro de  PDS, PDSE o UNIX de forma secuencial se puede hacer con este método o con el método de acceso en cola secuencial. Un conjunto de datos particionados o un conjunto de datos particionados extendidos incluye un directorio que relaciona los nombres de los miembros con las ubicaciones dentro del conjunto de datos.
A continuación, se describen algunas de las características de los PDS, PDSE y archivos UNIX:
Conjunto de datos particionados: Los PDS pueden tener cualquier tipo de registros secuenciales.
Partición de conjunto de datos extendido: Un PDSE tiene un formato de almacenamiento interno diferente que un PDS, lo que le da a PDSE características de usabilidad mejoradas. Puede usar un PDSE en lugar de la mayoría de los PDS, pero no puede usar un PDSE para ciertos conjuntos de datos del sistema.
Archivos UNIX: Los archivos UNIX son flujos de bytes y no contienen registros. El método de acceso básico particionado (BPAM) convierte los bytes de los archivos UNIX en registros. Puede usar BPAM para leer, pero no para escribir en archivos UNIX. 
El método de acceso básico particionado comparte características con el método de acceso básico secuencial (BSAM).

## Método de Acceso Indexado
Acceso indexado es un método de acceso que permite buscar archivos sin ningún orden, y para ello utiliza listas con un campo clave o más datos del archivo. La palabra indexado viene del latín "index" que significa índice. Se utiliza en búsquedas para encontrar cierta posición o cierto valor en un archivo. Aunque tiene grandes ventajas en búsquedas y facilita su procesamiento, no permite recorrer los archivos secuencialmente, solo guarda la dirección de un archivo y la almacena, no guarda una dirección del siguiente archivo por lo cual tiene que llegar a él por otro método.

## Método de Acceso Secuencial Indizado (ISAM)
El método de acceso secuencial indizado (ISAM), se divide en dos métodos de acceso: método de acceso secuencial indizado básico (BISAM) y método de acceso secuencial indizado en cola (QISAM). Este método almacena registros de forma secuencial y permite tanto el procesamiento secuencial como el aleatorio. Sus índices permiten el acceso a los registros seleccionados sin tener que buscar el archivo completo.

### Ventajas
- Cuando hay mucha actividad, el procesamiento secuencial es eficiente y económica.
- Cuando la actividad es una fracción de la carga de trabajo, hay acceso rápido a los registros.

### Desventajas
- Recuperación lenta, cuando se compara con otros métodos.
- No utiliza el espacio de almacenamiento de manera eficiente.
- Hardware y software utilizados son relativamente caros.

## Método de Acceso Almacenamiento virtual (VSAM)
El método de acceso de almacenamiento virtual (VSAM) organiza los registros mediante una secuencia física (ordenado secuencialmente), una secuencia lógica (utilizando llaves o claves) y/o en el número relativo de registro. Este método se utiliza para el procesamiento directo o secuencial de registros de longitud fija y de longitud variable.

## Método de Acceso con Objetos (OAM)
El método de acceso a objetos (OAM), procesa secuencias de bytes (objetos) muy grandes que no tienen estructura de registro interno y se acceden como secuencia binaria. Estos objetos se pueden registrar en una base de datos. OAM proporciona una administración del ciclo de vida de la información para estos objetos. Cataloga todo un conjunto de archivos como una unidad (colección), lo cual resulta reducir el uso de memoria.

## Métodos de acceso por sistema operativo
En cada sistema operativo existen distintos Tipos de acceso por Sistema Operativo para la organización óptima de sus archivos y su información. Cada sistema operativo cuenta con uno o varios sistemas diferentes de organización, los cuales trabajan acorde a las necesidades del usuario y su uso de la información.

### Métodos de acceso en Windows
Los sistemas de organización de archivos que utiliza Windows utilizan el acceso secuencial indexado (acceso secuencial y acceso indexado adjuntos en un mismo método), el acceso directo en algunos casos en la utilización de los sistemas de organización por tablas.

### Métodos de acceso en Linux
Linux es el sistema operativo que soporta más sistemas de organización lo cual lo convierte en uno de los más versátiles; Además al igual que Windows utiliza los mismos tipos de acceso y sistemas de organización. La estructura de archivos es unas estructura jerárquica en forma de árbol invertido, donde el directorio principal (raíz) es el directorio "/", del que cuelga toda la estructura del sistema. Este sistema de archivos permite al usuario crear, borrar y acceder a los archivos sin necesidad de saber el lugar exacto en el que se encuentran. No existen unidades físicas, sino archivos que hacen referencia a ellas. Consta de tres partes importantes, superbloque, tabla de i-nodos y bloques de datos.

### Métodos de acceso en MacOS
Los sistemas de archivos que utiliza MacOS tienen su forma peculiar de trabajar, la cual es totalmente distinta a la de Windows y Linux, trabajan por medio de jerarquías. En las cuales utilizan bloques lógicos en los que cada uno tiene una tarea específica.